# Hylaeus rufipedoides
Hylaeus rufipedoides là một loài Hymenoptera trong họ Colletidae. Loài này được Strand mô tả khoa học năm 1911.